# NGC 5170
NGC 5170 este o edge-on galaxy⁠(d) situată în constelația Fecioara. A fost descoperită în 1785 de către William Herschel. Se află la o distanță de 25,59 de megaparseci de Pământ.